# Chelyosoma productum
Chelyosoma productum är en sjöpungsart som beskrevs av William Stimpson 1864. Chelyosoma productum ingår i släktet Chelyosoma och familjen högermagade sjöpungar. Inga underarter finns listade i Catalogue of Life.